# ラデク・ステパネク
ラデク・ステパネク（Radek Štěpánek, チェコ語発音: [ˈradɛk ˈʃcɛpaːnɛk]  ,1978年11月27日 - ）は、チェコ・カルヴィナー出身の元男子プロテニス選手。2012年全豪オープン男子ダブルスと2013年全米オープン男子ダブルスで、インドのリーンダー・パエスとペアを組んで優勝した選手である。ATPツアーでシングルス5勝、ダブルス18勝を挙げた。自己最高ランキングはシングルス8位、ダブルス4位。チェコの同僚選手たちからは“Steps”（ステップス）という愛称で呼ばれている。

## 来歴
父親の手ほどきで3歳からテニスを始め、1996年にプロ入り。1999年4月、地元プラハ・オープンで同国のマルティン・ダムとペアを組んでダブルス初優勝。ステパネクの4大大会挑戦は、2002年ウィンブルドン選手権から始まる。初めてのウィンブルドンでは3回戦まで進出したが、それ以来なかなか成績が伸びなかった。同年の2002年全米オープン男子ダブルスで、ステパネクはイジー・ノバクとペアを組んで決勝に進出したが、マヘシュ・ブパシ/マックス・ミルヌイ組に3-6, 6-3, 4-6で敗れて準優勝になっている。
ダブルスではコンスタントに好成績を出していたステパネクだが、シングルス決勝の初進出はようやく2004年11月のパリ・マスターズになってからである。この大会はATPマスターズシリーズの1つに指定されている大規模なトーナメントだが、ステパネクはこの大舞台の決勝でマラト・サフィンに3-6, 6-7, 3-6で敗れ準優勝。2005年は2大会でシングルス準優勝がある。
2006年2月26日、ラデク・ステパネクはABNアムロ世界テニス・トーナメント決勝でクリストフ・ロクスを6-0, 6-3で破り、プロ入り10年目にしてATPツアー大会のシングルス初優勝を果たした。3ヶ月後、ハンブルク・マスターズ決勝ではトミー・ロブレドに敗れ準優勝。4大大会でも、2006年ウィンブルドンで自己最高のベスト8に入った。準々決勝ではヨナス・ビョルクマンと長い熱戦を繰り広げたが、6-7, 6-4, 7-6, 6-7, 4-6で惜敗した。
2007年7月第3週のファーマーズ・クラシックで男子ツアーのシングルス2勝目を達成。9月21日-23日、ステパネクは3年ぶりにデビスカップチェコ代表選手に起用され、「ワールドグループ・プレーオフ」の対スイス戦で3試合に出場した。第1試合でステパネクはロジャー・フェデラーに敗れたが、第3試合のダブルス戦と最終第5試合に勝ち、チェコ代表はワールドグループ残留を決めた。
2008年の主な成績は、全仏オープンで初めての4回戦進出があった。デビスカップでも、チェコ代表はワールドグループ準々決勝まで勝ち進み、ステパネクもワールドグループ1回戦・準々決勝の両方に起用された。11月に行われた男子ツアー年間最終戦のテニス・マスターズ・カップでは、故障で途中棄権をしたアンディ・ロディックの代役として急遽出場している。
2009年度はツアーでシングルス2勝、ダブルス1勝を獲得し、全米オープンで初の4回戦に進出した。
2011年8月のシティ・オープンでは決勝でガエル・モンフィスを6–4, 6–4で破り2年半ぶりのツアー5勝目を挙げた。
2012年全豪オープン男子ダブルスでリーンダー・パエスと組み決勝に進出。決勝では4連覇を狙ったブライアン兄弟を7–6(1), 6–2で破り初の4大大会優勝を果たした。全米オープンではブライアン兄弟に敗れ準優勝している。スペインとのデビスカップ2012決勝では第1試合でダビド・フェレールに3-6, 4-6, 4-6で敗れたが、トマーシュ・ベルディハと組んだ第3試合のダブルスを制し通算2勝2敗で迎えた最終試合でステパネクはニコラス・アルマグロを6-4, 7-6(0), 3-6, 6-3で破りチェコは1980年（当時はチェコスロバキア）以来32年ぶりの優勝を果たした。
2013年全米オープン男子ダブルスではリーンダー・パエスと組んで決勝に進出した。アレクサンダー・ペヤ/ブルーノ・ソアレス組を6–1, 6–3で破り4大大会2勝目を挙げた。
ステパネクはオリンピックチェコ代表として、2008年北京五輪と2012年ロンドン五輪、2016年リオ五輪の3大会に出場している。リオ五輪の混合ダブルスでルーシー・ハラデツカと組み、3位決定戦でインドのサニア・ミルザ&ロハン・ボパンナ組を 6-1, 7-5 で破り銅メダルを獲得した。
ステパネクは2017年全豪オープンを最後に試合出場が無く、11月に現役引退を表明した。2018年はノバク・ジョコビッチのコーチを務める。

## 私生活
元サッカーチェコ代表GKのヤロミール・ブラジェクはいとこである。
2006年11月、ステパネクはマルチナ・ヒンギスと婚約したが、2007年8月に婚約解消を発表した。2010年3月ニコル・バイディソバとの結婚を発表。2010年7月に挙式した。しかし2013年に離婚することを公表した。
その後、2018年にバイディソバと再婚し、6月に第一子女児が誕生した。

## ATPツアー決勝進出結果

### シングルス: 12回 (5勝7敗)
| 大会グレード                            |
| グランドスラム (0-0)                    |
| ATPワールドツアー・ファイナル (0-0)     |
| ATPワールドツアー・マスターズ1000 (0-2) |
| ATPワールドツアー・500シリーズ (2-1)    |
| ATPワールドツアー・250シリーズ (3-4)    |

| サーフェス別タイトル |
| ハード (5-3)         |
| クレー (0-1)         |
| 芝 (0-0)             |
| カーペット (0-3)     |

| 結果   | No. | 決勝日        | 大会           | サーフェス        | 対戦相手                 | スコア              |
| ------ | --- | ------------- | -------------- | ----------------- | ------------------------ | ------------------- |
| 準優勝 | 1.  | 2004年11月1日 | パリ           | カーペット (室内) | マラト・サフィン         | 3–6, 6–7(5), 3–6    |
| 準優勝 | 2.  | 2005年1月31日 | ミラノ         | カーペット (室内) | ロビン・セーデリング     | 3–6, 7–6(2), 6–7(5) |
| 準優勝 | 3.  | 2005年9月26日 | ホーチミン     | カーペット (室内) | ヨナス・ビョルクマン     | 3–6, 6–7(4)         |
| 優勝   | 1.  | 2006年2月26日 | ロッテルダム   | ハード (室内)     | クリストフ・ロクス       | 6–0, 6–3            |
| 準優勝 | 4.  | 2006年5月21日 | ハンブルク     | クレー            | トミー・ロブレド         | 1–6, 3–6, 3–6       |
| 優勝   | 2.  | 2007年7月22日 | ロサンゼルス   | ハード            | ジェームズ・ブレーク     | 7–6(7), 5–7, 6–2    |
| 準優勝 | 5.  | 2008年2月24日 | サンノゼ       | ハード            | アンディ・ロディック     | 4–6, 5–7            |
| 優勝   | 3.  | 2009年1月11日 | ブリスベン     | ハード            | フェルナンド・ベルダスコ | 3–6, 6–3, 6–4       |
| 優勝   | 4.  | 2009年2月15日 | サンノゼ       | ハード (室内)     | マーディ・フィッシュ     | 3–6, 6–4, 6–2       |
| 準優勝 | 6.  | 2009年2月22日 | メンフィス     | ハード (室内)     | アンディ・ロディック     | 5–7, 5–7            |
| 準優勝 | 7.  | 2010年1月10日 | ブリスベン     | ハード            | アンディ・ロディック     | 6–7(2), 6–7(7)      |
| 優勝   | 5.  | 2011年8月7日  | ワシントンD.C. | ハード            | ガエル・モンフィス       | 6–4, 6–4            |

### ダブルス: 33回 (18勝15敗)
| 結果   | No. | 決勝日         | 大会               | サーフェス        | パートナー                     | 対戦相手                                      | スコア              |
| ------ | --- | -------------- | ------------------ | ----------------- | ------------------------------ | --------------------------------------------- | ------------------- |
| 優勝   | 1.  | 1999年4月26日  | プラハ             | クレー            | マルティン・ダム               | マーク・ケイル ニコラス・ラペンティ           | 6–0, 6–2            |
| 優勝   | 2.  | 2001年4月9日   | エストリル         | クレー            | ミハル・タバラ                 | ドナルド・ジョンソン ネナド・ジモニッチ       | 6–4, 6–1            |
| 優勝   | 3.  | 2001年4月30日  | ミュンヘン         | クレー            | ペトル・ルクサ                 | ジャイミ・オンシンス ダニエル・オラサニック   | 5–7, 6–2, 7–6(5)    |
| 準優勝 | 1.  | 2001年8月25日  | ロングアイランド   | ハード            | レオシュ・フリエドル           | ジョナサン・スターク ケビン・ウリエット       | 1–6, 4–6            |
| 準優勝 | 2.  | 2001年9月30日  | 香港               | ハード            | ペトル・ルクサ                 | カーステン・ブラーシュ アンドレ・サ           | 0–6, 5–7            |
| 優勝   | 4.  | 2001年10月14日 | ウィーン           | ハード (室内)     | マルティン・ダム               | イジー・ノバク ダビド・リクル                 | 6–3, 6–2            |
| 準優勝 | 3.  | 2002年2月17日  | コペンハーゲン     | ハード (室内)     | イジー・ノバク                 | ユリアン・ノール ミヒャエル・コールマン       | 6–7(8), 5–7         |
| 優勝   | 5.  | 2002年4月29日  | ミュンヘン         | クレー            | ペトル・ルクサ                 | ペトル・パラ パベル・ビズネル                 | 6–0, 6–7(4), [11–9] |
| 準優勝 | 4.  | 2002年9月6日   | 全米オープン       | ハード            | イジー・ノバク                 | マヘシュ・ブパシ マックス・ミルヌイ           | 3–6, 6–3, 4–6       |
| 準優勝 | 5.  | 2002年10月13日 | ウィーン           | ハード (室内)     | イジー・ノバク                 | ジョシュア・イーグル サンドン・ストール       | 4–6, 3–6            |
| 優勝   | 6.  | 2003年1月27日  | ミラノ             | カーペット (室内) | ペトル・ルクサ                 | トマーシュ・ツィブレツ パベル・ビズネル       | 6–4, 7–6(4)         |
| 準優勝 | 6.  | 2004年1月16日  | オークランド       | ハード            | イジー・ノバク                 | マヘシュ・ブパシ ファブリス・サントロ         | 6–4, 5–7, 3–6       |
| 優勝   | 7.  | 2004年2月16日  | ロッテルダム       | ハード (室内)     | ポール・ハンリー               | ジョナサン・エルリック アンディ・ラム         | 5–7, 7–6(5), 7–5    |
| 優勝   | 8.  | 2004年7月12日  | シュトゥットガルト | クレー            | イジー・ノバク                 | シーモン・アスペリン トッド・ペリー           | 6–2, 6–4            |
| 優勝   | 9.  | 2004年9月13日  | デルレイビーチ     | ハード            | リーンダー・パエス             | ガストン・エトリス マルティン・ロドリゲス     | 6–0, 6–3            |
| 準優勝 | 7.  | 2004年10月10日 | リヨン             | カーペット (室内) | ヨナス・ビョルクマン           | ジョナサン・エルリック アンディ・ラム         | 6–7(2), 2–6         |
| 優勝   | 10. | 2005年2月7日   | マルセイユ         | ハード (室内)     | マルティン・ダム               | マーク・ノールズ ダニエル・ネスター           | 7–6(4), 7–6(5)      |
| 優勝   | 11. | 2005年2月21日  | ドバイ             | ハード            | マルティン・ダム               | ヨナス・ビョルクマン ファブリス・サントロ     | 6–2, 6–4            |
| 優勝   | 12. | 2006年2月13日  | マルセイユ         | ハード (室内)     | マルティン・ダム               | マーク・ノールズ ダニエル・ネスター           | 6–2, 6–7(4), [10–3] |
| 準優勝 | 8.  | 2007年1月7日   | アデレード         | ハード            | ノバク・ジョコビッチ           | ウェスリー・ムーディ トッド・ペリー           | 4–6, 6–3, [13–15]   |
| 準優勝 | 9.  | 2007年3月3日   | ドバイ             | ハード            | マヘシュ・ブパシ               | ファブリス・サントロ ネナド・ジモニッチ       | 5–7, 7–6(3), [7–10] |
| 優勝   | 13. | 2009年2月15日  | サンノゼ           | ハード (室内)     | トミー・ハース                 | ロハン・ボパンナ ヤルコ・ニエミネン           | 6–2, 6–3            |
| 準優勝 | 10. | 2010年8月8日   | ワシントンD.C.     | ハード            | トマーシュ・ベルディハ         | マーディ・フィッシュ マーク・ノールズ         | 6–4, 6–7(7), [7–10] |
| 優勝   | 14. | 2012年1月26日  | 全豪オープン       | ハード            | リーンダー・パエス             | ボブ・ブライアン マイク・ブライアン           | 7–6(1), 6–2         |
| 優勝   | 15. | 2012年3月31日  | マイアミ           | ハード            | リーンダー・パエス             | マックス・ミルヌイ ダニエル・ネスター         | 3–6, 6–1, [10–8]    |
| 準優勝 | 11. | 2012年9月7日   | 全米オープン       | ハード            | リーンダー・パエス             | ボブ・ブライアン マイク・ブライアン           | 3–6, 4–6            |
| 準優勝 | 12. | 2012年10月7日  | 東京               | ハード            | リーンダー・パエス             | アレクサンダー・ペヤ ブルーノ・ソアレス       | 3–6, 6–7(5)         |
| 優勝   | 16. | 2012年10月14日 | 上海               | ハード            | リーンダー・パエス             | マヘシュ・ブパシ ロハン・ボパンナ             | 6-7(7), 6-3, [10-5] |
| 準優勝 | 13. | 2013年8月4日   | ワシントンD.C.     | ハード            | マーディ・フィッシュ           | ジュリアン・ベネトー ネナド・ジモニッチ       | 6-7(5), 5-7         |
| 優勝   | 17. | 2013年9月8日   | 全米オープン       | ハード            | リーンダー・パエス             | アレクサンダー・ペヤ ブルーノ・ソアレス       | 6–1, 6–3            |
| 優勝   | 18. | 2015年7月26日  | ボゴタ             | ハード            | エドゥアール・ロジェ＝バセラン | マテ・パビッチ マイケル・ヴィーナス           | 7–6, 6–3            |
| 準優勝 | 14. | 2016年1月30日  | 全豪オープン       | ハード            | ダニエル・ネスター             | ジェイミー・マリー ブルーノ・ソアレス         | 6-2, 4-6, 5-7       |
| 準優勝 | 15. | 2017年1月6日   | ドーハ             | ハード            | バセク・ポシュピシル           | ジェレミー・シャルディー ファブリス・マルタン | 4–6, 6–7(3)         |

## デビスカップ

### 優勝 (2)
| 年     | チェコチーム                                                                                           | ラウンド/相手                                                                                         |
| ------ | --- | --- |
| 2012年 | トマーシュ・ベルディハ ラデク・ステパネク ルカシュ・ロソル イボ・ミナール フランティシェク・チェルマク | 1R:チェコ 4–1 イタリア QF: チェコ 4–1 セルビア SF: チェコ 4–1 アルゼンチン FN: チェコ 3–2 スペイン    |
| 2013年 | トマーシュ・ベルディハ ラデク・ステパネク ルカシュ・ロソル ヤン・ハジェク イジー・ベセリー             | 1R: スイス 2–3 チェコ QF: カザフスタン 1–3 チェコ SF: チェコ 3–2 アルゼンチン FN: セルビア 2–3 チェコ |

## 4大大会シングルス成績
略語の説明
| W | F | SF | QF | #R | RR | Q# | LQ | A | Z# | PO | G | S | B | NMS | P | NH |

W=優勝, F=準優勝, SF=ベスト4, QF=ベスト8, #R=#回戦敗退, RR=ラウンドロビン敗退, Q#=予選#回戦敗退, LQ=予選敗退, A=大会不参加, Z#=デビスカップ/BJKカップ地域ゾーン, PO=デビスカップ/BJKカッププレーオフ, G=オリンピック金メダル, S=オリンピック銀メダル, B=オリンピック銅メダル, NMS=マスターズシリーズから降格, P=開催延期, NH=開催なし.
| 大会           | 2000 | 2001 | 2002 | 2003 | 2004 | 2005 | 2006 | 2007 | 2008 | 2009 | 2010 | 2011 | 2012 | 2013 | 2014 | 2015 | 2016 | 2017 | 通算成績 |
| -------------- | ---- | ---- | ---- | ---- | ---- | ---- | ---- | ---- | ---- | ---- | ---- | ---- | ---- | ---- | ---- | ---- | ---- | ---- | -------- |
| 全豪オープン   | LQ   | A    | A    | 3R   | 2R   | 3R   | 2R   | 3R   | 1R   | 3R   | 1R   | 2R   | 1R   | 3R   | 1R   | A    | 2R   | 2R   | 15–14    |
| 全仏オープン   | A    | A    | LQ   | 2R   | 1R   | 3R   | 3R   | 2R   | 4R   | 3R   | A    | 1R   | 1R   | 1R   | 3R   | 2R   | 1R   | A    | 14–13    |
| ウィンブルドン | LQ   | LQ   | 3R   | 3R   | 2R   | 2R   | QF   | 1R   | 3R   | 4R   | A    | 1R   | 3R   | 2R   | 2R   | 1R   | 1R   | A    | 19–14    |
| 全米オープン   | LQ   | A    | 1R   | 3R   | 1R   | 2R   | A    | 2R   | 3R   | 4R   | 1R   | 2R   | 1R   | 1R   | 1R   | 1R   | 1R   | A    | 10–13    |